# دایهاتسو کوپن

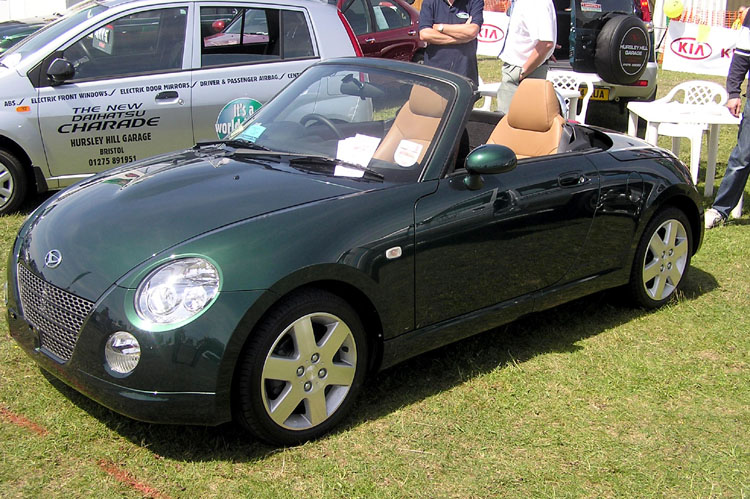

دایهاتسو کوپن (Daihatsu Copen) خودرویی است که از سال ۲۰۰۲ تا ۲۰۱۲ کنون تولید شده‌است.
این خودرو در کلاس خودرو کی قرار گرفته و است. سیستم جعبه‌دندهٔ آن ۴ دنده به صورت دستی است.